# The Mask of Horror
The Mask of Horror (en francés: Le masque d'horreur) es un cortometraje de terror mudo francés de 1912, dirigido por Abel Gance y protagonizado Édouard de Max.

## Protagonistas
- Édouard de Max
- Charles de Rochefort
- Florelle (acreditada como Mlle Rousseau)
- Mathilde Thizeau
- Jean Toulout como Ermont